# Mesostalita comottii
Mesostalita comottii är en spindelart som först beskrevs av Gasparo 1999.  Mesostalita comottii ingår i släktet Mesostalita och familjen ringögonspindlar.
Artens utbredningsområde är Kroatien. Inga underarter finns listade i Catalogue of Life.